# Hermann Vultejus

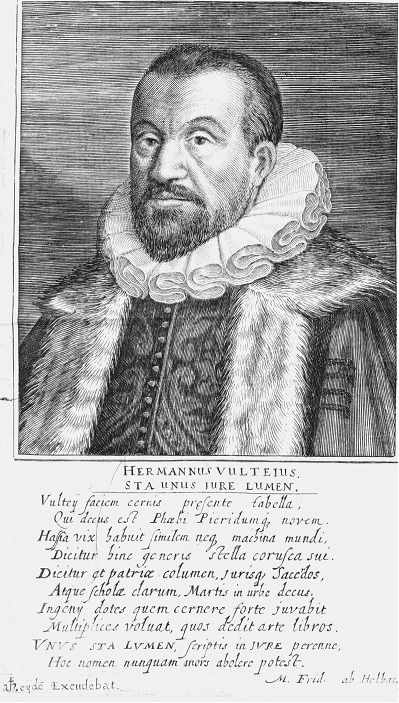
Hermann Vultejus in jungen Jahren

Hermann Vultejus (* 16. Dezember 1555 in Wetter bei Marburg; † 31. Juli 1634 in Marburg) war ein deutscher Jurist und der Begründer des Adelsgeschlechts von Vultée.

## Leben
Hermann Vultejus war der älteste Sohn des Gelehrten Justus Vultejus und der Catharina Fett. Als der Vater 1560 als Leiter des Pädagogiums nach Marburg zog, gab er seinen Sohn Hermann dort zunächst in privaten Unterricht. Ende 1563 wurde er im Alter von acht Jahren in das Marburger Pädagogium selbst eingeschrieben, wo er bei Petrus Nigidius die Grundlagen der Philosophie, Mathematik bei Victorin Schönfeld und Griechisch bei Bernhard Copius hörte. 1570, mit nur 14 Jahren, erlangte er den Grad eines Baccalaureus.
Vultejus immatrikulierte sich 1571 in das Sapienzkollegium der Universität Heidelberg, wo er bei Zacharias Ursinus Physik, bei Lambert Ludolph Helm Mathematik und Astronomie, bei Mathieu de Launoy praktische Philosophie und bei Wilhelm Xylander griechische Literatur studierte. Hinzu kamen Studien bei den reformierten Theologen Immanuel Tremellius und Girolamo Zanchi. Nach drei Jahren erlangte er dort in Heidelberg den Grad eines Magisters.
Anfang 1575 in seine Heimat zurückberufen, bekleidete Vultejus die erste Lehrerstelle am Pädagogium der Universität Marburg, dem Wirkungsort seines Vaters, nach dessen Tod Ende März desselben Jahres er das Studium der Rechtswissenschaft bei Regnerus Sixtinus und Hermann Lersner aufnahm und auch bei Nikolaus Weigel und Johannes Antrecht, seinem künftigen Schwager hörte.
1576 brach er jedoch nach Genf auf, um Franciscus Hotomanus zu hören, reiste 1577 über Venedig weiter nach Padua und besuchte anschließend auf einer Studienreise die Universitäten Bologna, Siena, Pisa, Rom, Turin, Neapel, Pavia und Bourges.
Nach dreijährigerAbwesenheit von seiner Heimat wollte er 1579 die Rückreise antreten, ließ sich jetzt in der Steiermark von einem Adligen als Informator seiner Kinder anwerben und erlangte in dieser Zeit die Bekanntschaft vieler steirischer Magnaten. Über Bayern und Straßburg zog er nach Basel, wo er sich 1580 nach erfolgreicher Disputation über Thesen de servitutibus zum Doktor der Rechte promovieren ließ.
Anschließend hatte Vultejus zwar geplant, wieder nach Österreich zu ziehen, folgte jedoch im September 1580 einem Ruf an die Universität Marburg auf eine Professur für griechische Sprache. Im April 1581 heiratete er Eulalia Adelheid Happel (* 26. Dezember 1566), die Tochter des Marburger Bürgermeisters Wigand Happel, durch ihre Mutter eine Großnichte Philipp Melanchthons. Nach dem Tod seines früheren Lehrers Bernhard Copius in der Pestepidemie wurde Vultejus Ende desselben Jahres als dessen Nachfolger auf die Professur für Rechtswissenschaft berufen und zum Syndikus der Universität ernannt. Im Jahr 1582 folgte die Ernennung zum Beisitzer des hessischen Samthofgerichts.
Im Jahr 1586 übernahm Vultejus verschiedene diplomatische Dienste. So reiste er als Abgesandter der Landgrafen von Hessen zur Beisetzung des Herzogs Adolf von Holstein, 1587 verhandelte er am dänischen Hof über die Regelung der Holsteinischen Erbschaft. Weitere Verhandlungen über die hessische Erbschaft  des Territoriums Schmalkalden und der Herrschaft Plesse führten ihn nach Göttingen, Trier und Auburg.
1589 schlichtete Vultejus in Braunschweig den Streit zwischen den Grafen von Oldenburg und der Stadt Bremen über die Schifffahrt auf der Weser.
Im Jahr 1592 wurde Hermann Vultejus zum ersten Mal zum Rektor der Universität Marburg ernannt, zum zweiten Mal im Jahr 1601. Die Zwischenzeit war allerdings geprägt von ernsten Anfeindungen und Intrigen nach dem Übergang der Regierung an den Landgrafen Moritz. Berufungen auf Jura-Professuren in Rinteln und Sedan lehnte er trotzdem ab.
Am 30. Dezember 1630 verlieh ihm Kaiser Ferdinand II. die Würde eines Comes Palatinus, erhob ihn in den erblichen Reichsadelsstand und ernannte ihn zum Kaiserlichen Rat.

## Familie
Sein Bruder Johannes Vultejus (1557–1600) war Arzt im Gefolge des Erzherzogs Maximilian von Österreich und praktizierte später in Radkersburg; sein Bruder Christoph Vultejus (1561–1607) wurde dänisch-jütländischer Rat bei König Christian IV.; seine Schwester Katharina war Ehefrau des hessischen Kanzlers Johannes Antrecht.
Hermann Vultejus selbst hatte aus seiner Ehe mit Eulalia Happel 13 Kinder. Viele von ihnen verstarben jung, die überlebenden bekleideten hohe politische Ämter bzw. heirateten in entsprechende Kreise ein, darunter:
- Christine, (1588–1667) ⚭ 1605 Christoph Deichmann (1576–1648), Professor der Rechte in Marburg, Kanzler in Lippe
- Barbara Catharina (1590–1643) ⚭ 1611 Hieronymus Cöttich, Doktor beider Rechte
- Anne Marie (* 1594) ⚭ 1613 Johannes Pfreundt (1585–1625), Doktor beider Rechte
- Johann Christoph (1602–1640), Regierungsrat in Kassel ⚭ Eulalia Adelheid Happel, Eltern von Hermann von Vultejus
- Johannes (1605–1684), Jurist, Kanzler in Kassel ⚭ Elisabeth Tossanus (* 3. März 1614; † 25. Februar 1691)

## Werke (Erstdrucke)
- Propositiones […] de servitutibus, Basel 1579 (online)
- Idea juris logica, de causis juris constituentibus, Frankfurt 1586
- Disceptationum scholasticarum juris liber unus, Marburg 1588
- Jurisprudentiae Romanae a Justiniano compositae libri duo, Marburg 1590
- De feudis eorundemque iure libri duo, Marburg 1595
- Commentarius in Institutiones juris civilis a Justiniano compositas, Marburg 1598
- Commentarius ad titulos codicis, qui sunt de jurisdictione et foro competente, Frankfurt 1599
- Consiliorum et responsorum doctorum et professorum facultatis juridicae in academia Marburgensi, Marburg 1606
- Tractatus de judiciis, Kassel 1654 (posthum)